# DVB-C

Schéma d'un système de transmission DVB-C.

La norme DVB-C est l'application de la norme DVB aux transmissions par câble.
Cette norme tient compte des caractéristiques d'une transmission sur câble coaxial :
1. La bande de fréquence disponible est réduite : 8 MHz par canal, il faut donc une efficacité spectrale importante ;
2. Le signal est protégé et amplifié, le rapport signal à bruit est bon ;
3. Les perturbations sont dues aux échos causés par une mauvaise adaptation de la prise utilisateur.

Pour obtenir une bonne efficacité spectrale, on utilise une modulation QAM64 associée à un égaliseur linéaire ou DFE (Decision Feedback Egalizer) basés sur le critère du zero-forcing afin d'annuler l'interférence inter-symbole.
La norme DVB-C n'est pas compatible avec la norme DVB-T. Cependant, Philips, Technisat, Loewe, Sony, Metz… commercialisent en Europe des TV avec tuner mixte DVB-T/DVB-C intégré, ce qui évite les récepteurs DVB-C externes pour les chaînes de TV en clair (ou chiffrées, avec interface commune). Au Benelux, JVC commercialise aussi une série de TV LCD mais seulement MPEG-2.
En France, les téléviseurs fabriqués à partir de 2009 pour pouvoir appliquer le logo TV-HD, doivent nécessairement décoder le MPEG-4 HD et disposer d'un tuner TNT HD (DVB-T), mais les constructeurs anticipent en installant en plus le tuner mixte DVB-T/DVB-C, et depuis 2010 des téléviseurs CI+ avec tuner intégré Tri-norme DVB-T-C-S2.